# Coriarachne depressa
Espèce
Synonymes
- Xysticus depressus C. L. Koch, 1837

Coriarachne depressa est une espèce d'araignées aranéomorphes de la famille des Thomisidae.

## Distribution
Cette espèce se rencontre en zone paléarctique.

## Description

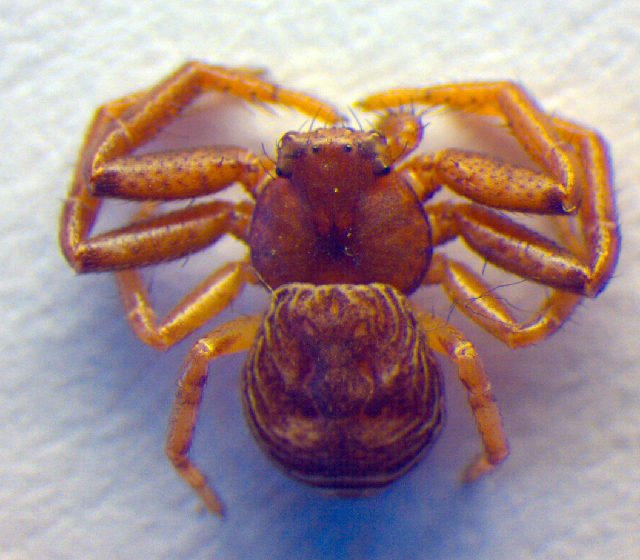
Coriarachne depressa

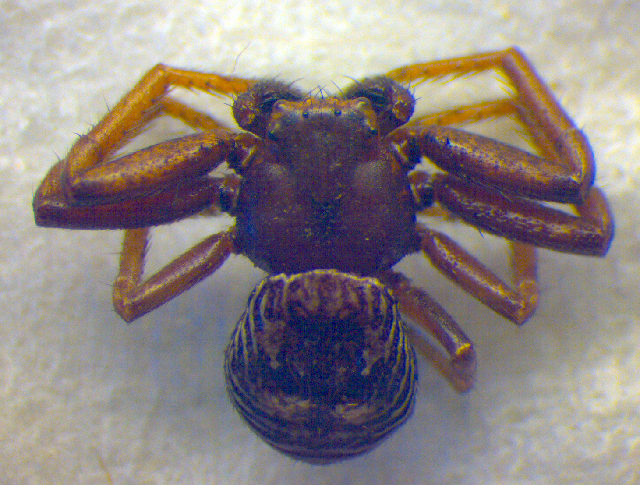
Coriarachne depressa

Les mâles mesurent de 4,5 à 5,5 mm et les femelles de 4,5 à 5,5 mm.

## Publication originale
- C. L. Koch, 1837 : Die Arachniden. Nurnberg, C.H. Zeh’sche Buchhandlung, vol. 4, no 1/5, p. 1-108 (texte intégral).